# 中国青少年小提琴协奏曲比赛
中国青少年小提琴协奏曲比赛，源于1981年文化部创建的三年一届的全国青少年小提琴比赛，前七届轮流在北京、成都、广州、上海、沈阳等地举行，从2006年第八届开始，由青岛市政府连续承办。与此同时，自2005起，青岛市还持续承办了三年一届的中国国际小提琴比赛。为与这两项赛事配套，2018年青岛市还成立了交响乐团。2020年原全国青少年小提琴比赛改为一年一届的全国青少年小提琴协奏曲比赛，另起编号，至今已成功举办四届（因疫情2021年第二届实际上被取消）。
比赛分初赛决赛两轮，初赛在各省举行，决赛在每年8月份在青岛举行，参赛选手来自学龄前儿童和各级在校学生，各类音乐专科院校提琴专业学生属于专业组，其他属于业余组，组内又分为儿童、少年、青年三个年龄组，每组前六名被授奖。
目前该比赛是中国规模最大的青少年小提琴比赛。

## 历届获奖者

### 第一届（2020年）[3]，
| 专业青年组第一名 | 罗超文 | 中央音乐学院学生     |
| ---------------- | ------ | -------------------- |
| 专业少年组第一名 | 蒋译萱 | 上海音乐学院附中学生 |
| 专业儿童组第一名 | 彭敦悦 | 上海音乐学院附小学生 |
| 业余青年组第一名 | 无     |                      |
| 业余少年组第一名 | 谢华睿 |                      |
| 业余儿童组第一名 | 孙伊宸 |                      |

### 第三届（2022年）
| 专业青年组第一名 | 苏唱   | 中央音乐学院学生     |
| ---------------- | ------ | -------------------- |
| 专业少年组第一名 | 顾祎玮 | 上海音乐学院附中学生 |
| 专业儿童组第一名 | 徐靖轩 | 中央音乐学院附小学生 |

### 第四届（2023年）
| 专业青年组第二名 | 蔡任淳 | 中央音乐学院学生     |
| ---------------- | ------ | -------------------- |
| 专业青年组第二名 | 袁锐   | 上海音乐学院附中学生 |
| 专业少年组第一名 | 汤子昊 | 上海音乐学院附中学生 |
| 专业儿童组第一名 | 张子骞 | 中央音乐学院附小学生 |